# Lee Jae-wook
Dans ce nom coréen, le nom de famille, Lee, précède le nom personnel.
Lee Jae-wook, né le 10 mai 1998 à Seongnam, est un acteur sud-coréen.

## Biographie
Il a fait ses débuts d'acteur en 2018 dans le drame Memories of the Alhambra et a obtenu des rôles principaux successifs dans Search: WWW et Extraordinary You.

## Filmographie

### Cinéma
- 2019 : La Bataille de Jangsari : Lee Gae-tae[4]
- 2023 : Kill Bok-soon (길복순) de Byun Sung-hyun : Cha Min-kyoo, jeune

### Télévision
- 2018-2019 : Memories of the Alhambra : Marco Han
- 2019 : Search: WWW : Seol Ji-hwan
- 2019 : Extraordinary You : Baek Kyung
- 2020 : When the Weather Is Fine : Lee Jang-woo[5]
- 2020 : Do Do Sol Sol La La Sol : Sunwoo Joon[6]
- 2020 : Move to Heaven : Kim Soo-cheol[7]
- 2022 : Alchemy of Souls : Jang Uk
- 2023 : Death's Game : Cho Tae-sang
- 2024 : The Impossible Heir : Han Tae-oh
- 2025 : Cher Hongrang : Hong Rang